# مكتبة نوبل
مكتبة نوبل (بالإنجليزية: Nobel Library)، أو كما يطلق عليها رسميا (Nobel Library of the Swedish Academy)، هي مكتبة عامة تتبع للأكاديمية السويدية. وهي مختصة بتقديم المساعدة في تقييم واختيار المرشحين والفائزين بجائزة نوبل في الأدب وغيرها من الجوائز الأخرى.و تقع المكتبة في مدينة ستوكهولم السويدية.

## وصلات خارجية
- الموقع الرسمي